# Rio Xapuri
O rio Xapuri é um curso de água que banha o estado do Acre, Brasil.
1. ↑  Diógenes, M.B. (2011). «Caracterização florística fisionômica e estrutural da vegetação lenhosa da Bacia do rio Xapuri com ênfase na seringueira e com uso de ferramentas de precisão, Acre, Brasil» (PDF). EMBRAPA. X Congresso de Ecologia do Brasil, 16 a 22 de Setembro de 2011, São Lourenço - MG. Consultado em 2 de outubro de 2024